# Der Hof des Löwen

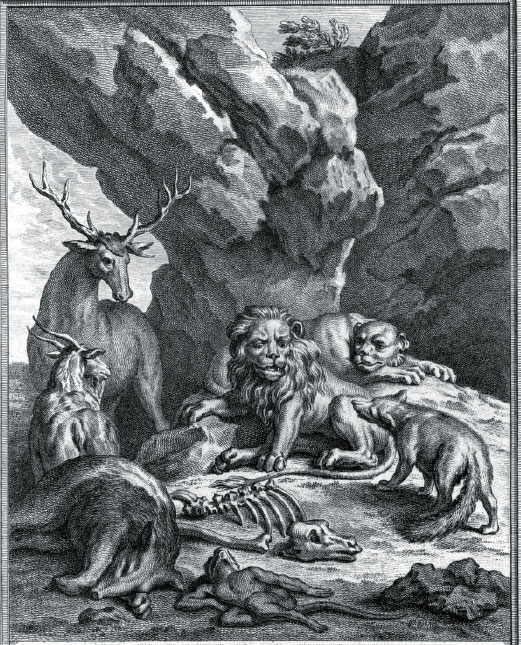
La Cour du lion

Der Hof des Löwen (franz. La Cour du Lion) ist die siebte Fabel aus dem siebten Buch der Sammlung Fables Choisies, Mises En Vers von Jean de La Fontaine. Sie zählt zu den sogenannten politischen Fabeln.
La Fontaine zeigte nirgendwo die Unberechenbarkeit des Souveräns so dramatisch wie in seiner Fabel La Cour du Lion. Die Fabel erzählt, wie der Löwe alle seine Untertanen zu Hofe lädt. Als die Tiere pflichtbewusst in der Löwenhöhle erscheinen, stellt sich diese als stinkendes Beinhaus und wahres Massengrab heraus. Vom Gestank überwältigt hält sich der Bär die Nase zu. Dies missfällt dem Löwen, daher tötet er den Bären prompt (schickt ihn „zu Pluton“ [in die Unterwelt]). Der Affe geht in anderer Weise vor und lobt sowohl die mörderische Tat des Löwen als auch die faulig stinkende Höhle. Der Löwe findet diese Schmeichelei jedoch ebenso inakzeptabel und bestraft den Affen genauso, wie er den Bären bestraft hatte. Der Fuchs, der Zeuge dieser beiden rhetorischen Misserfolge war, erwidert auf des Löwen Aufforderung „Was riechst du? Sag mir. Sprich offen.“, er habe eine Erkältung, die ihn davon abhalte irgendetwas zu riechen.
Die Fabel endet mit den Bemerkungen des Erzählers: „Nehmen Sie dies als Lektion an. Wenn Sie am Hof gefallen möchten, seien Sie weder ein dummer Schmeichler noch ein übermäßig aufrichtiger Redner, und versuchen Sie manchmal eine unverbindliche Antwort zu geben.“